# Ironwood Forest National Monument
Das Ironwood Forest National Monument liegt in Arizona in den Vereinigten Staaten. Das National Monument wurde am 9. Juni 2000 gegründet und wird vom Bureau of Land Management verwaltet. Das Gebiet umfasst sowohl Land im Besitz der Regierung, des Bundesstaates Arizona und Privatbesitz. Das Gebiet beinhaltet sowohl Wüste als auch Wälder, in denen vorwiegend Harthölzer vorkommen, z. B. die Amerikanische Hainbuche und das namensgebende Wüsteneisenholz (Olneya tesota). Weiterhin befinden sich über 200 archäologisch wichtige Stätten der Hohokam-Kultur in diesem Gebiet.

## Ironwood Forest National Monument
Im National Monument liegen immer noch Privatgrundstücke und diese sind nicht Teil vom National Monuments. Diese Privatgrundstücke können nur Teil des National Monuments werden, sofern sie freiwillig von den Vereinigten Staaten erworben werden können. Erwirbt der Bund Privatgrundstücke innerhalb des National Monument, so werden diese Grundstücke Teil des Schutzgebietes. Die Ausweisung des National Monuments hat keinen Einfluss auf die Rechte von Eigentümern von Grundstücken, welche sich nicht im Eigentum der USA befinden im oder an den Grenzen des Schutzgebietes. Bei der Errichtung des Schutzgebietes wurden auch bestehende Weiderechte privater Rinderfarmen auf dem Land im Bundeseigentum bestätigt.

## Flora und Fauna
Innerhalb des Monuments sind 674 Pflanzen- und Tierarten nachgewiesen worden.
Es sind 560 Pflanzenarten dokumentiert. Ein kleines Vorkommen des vom Aussterben bedrohten Echinocactus horizonthalonius kommt in sehr lokal begrenzten kalksteinreichen Gebieten innerhalb des Monuments vor. Auch das Wüsteneisenholz (Olneya tesota) kommt vor. Das Wüsteneisenholz ist ein sehr langlebiger Baum, von dem einige Exemplare auf ein Alter von über 800 Jahren geschätzt werden.
Im Schutzgebiet gibt es 64 Säugetierarten und 57 Vogelarten. Die Kleine Mexikanische Blütenfledermaus wurde einmal nachgewiesen. Die Wüsten-Dickhornschafe innerhalb des Monuments sind die letzte verbliebene Reliktpopulation von Wüsten-Dickhornschafen im südöstlichen Arizona. Der Brasilzwergkauz wurden innerhalb und in der Nähe des Monuments gefunden.

## Tourismus
Die Wege im Park sind teilweise nur schlecht ausgebaut. Touristen sollten ausreichend Wasser und Benzin mit sich führen, da es im Park keine Infrastruktur gibt. Campingplätze sind keine vorhanden, das Kampieren ist aber überall bis zu 14 Tage lang ohne Erlaubnis gestattet.